# Rincón (ort i Argentina)
Rincón är en ort i Argentina.   Den ligger i provinsen Catamarca, i den norra delen av landet, 1 000 km nordväst om huvudstaden Buenos Aires. Rincón ligger 1 539 meter över havet och antalet invånare är 554.
Terrängen runt Rincón är kuperad åt nordväst, men åt sydost är den bergig. Terrängen runt Rincón sluttar brant västerut. Runt Rincón är det mycket glesbefolkat, med 2 invånare per kvadratkilometer.. Närmaste större samhälle är Saujil, 8,5 km nordväst om Rincón. 
Trakten runt Rincón består i huvudsak av gräsmarker.